# Дубодјел
Дубодјел (слч. Dubodiel) насељено је мјесто са административним статусом сеоске општине (слч. obec) у округу Тренчин, у Тренчинском крају, Словачка Република.

## Становништво
| Година:    | 1994. | 2004.   | 2014.   | 2024.   |
| ---------- | ----- | ------- | ------- | ------- |
| Број људи: | 903   | 922     | 950     | 1031    |
| Разлика:   |       | +2,10 % | +3,03 % | +8,52 % |

| Година:    | 2023. | 2024.   |
| ---------- | ----- | ------- |
| Број људи: | 1023  | 1031    |
| Разлика:   |       | +0,78 % |

Према подацима о броју становника из 2024. године насеље је имало 1031 становника.